# Canada aux Jeux paralympiques d'hiver de 2010

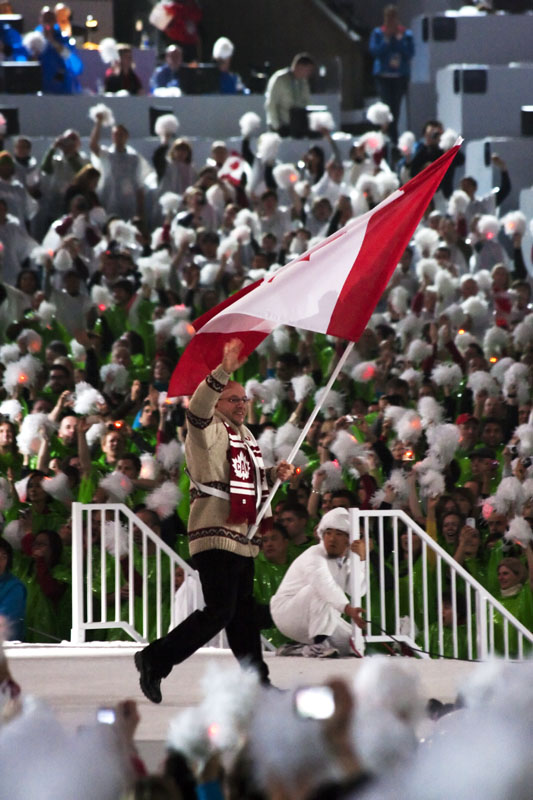
Entrée du porte-drapeau canadien Jean Labonte lors de la cérémonie d'ouverture des Jeux paralympiques

Le Canada participe aux Jeux paralympiques d'hiver de 2010 du 12 au 21 mars 2010 à Vancouver en tant que nation organisatrice. Il s'agit de la 10e participation de ce pays aux Jeux paralympiques d'hiver, le Canada ayant été présent à tous les Jeux d'hiver. C'est la première fois que le Canada accueille les Jeux paralympiques d'hiver.

## Délégation
La délégation canadienne compte 46 athlètes dans 5 sports différents.
Pour la cérémonie d'ouverture, le porte drapeau est Jean Labonté, le capitaine de l'équipe de hockey sur luge.

## Médailles

### Or
| Sport                       | Discipline                            | Sportifs                                                           | Performance                     |
| Médailles d'or : 10         |                                       |                                                                    |                                 |
| Curling en fauteuil roulant | Tournoi mixte                         | Jim Armstrong Darryl Neighbour Ina Forest Sonja Gaudet Bruno Yizek | Victoire contre la Corée du Sud |
| Ski alpin                   | Malvoyantes Descente femmes           | Viviane Forest                                                     |                                 |
| Ski alpin                   | Descente catégorie debout femmes      | Lauren Woolstencroft                                               |                                 |
| Ski alpin                   | Super G catégorie debout femmes       | Lauren Woolstencroft                                               |                                 |
| Ski alpin                   | Slalom géant catégorie debout femmes  | Lauren Woolstencroft                                               |                                 |
| Ski alpin                   | Slalom catégorie debout femmes        | Lauren Woolstencroft                                               |                                 |
| Ski alpin                   | Super combiné catégorie debout femmes | Lauren Woolstencroft                                               |                                 |
| Ski de fond                 | Malvoyants 10 km libre hommes         | Brian McKeever Guide : Robin McKeever                              |                                 |
| Ski de fond                 | Malvoyants 20 km classique hommes     | Brian McKeever Guide : Robin McKeever                              |                                 |
| Ski de fond                 | Malvoyants 1 km sprint libre          | Brian McKeever Guide : Robin McKeever                              |                                 |

### Argent
| Sport                  | Discipline                       | Sportifs                             | Performance |
| Médailles d'argent : 5 |                                  |                                      |             |
| Ski alpin              | Slalom assis hommes              | Josh Dueck                           |             |
| Ski alpin              | Malvoyantes Super G femmes       | Viviane Forest Guide : Lindsay Debou |             |
| Ski alpin              | Malvoyantes Slalom femmes        | Viviane Forest Guide : Lindsay Debou |             |
| Ski alpin              | Malvoyantes Super combiné femmes | Viviane Forest Guide : Lindsay Debou |             |
| Ski de fond            | 10 km assis femmes               | Colette Bourgonje                    |             |

### Bronze
| Sport                   | Discipline                            | Sportifs             | Performance |
| Médailles de bronze : 4 |                                       |                      |             |
| Ski alpin               | Malvoyantes Slalom géant femmes       | Viviane Forest       |             |
| Ski alpin               | Slalom catégorie debout femmes        | Karolina Wisniewiska |             |
| Ski alpin               | Super combiné catégorie debout femmes | Karolina Wisniewiska |             |
| Ski de fond             | 5 km assis femmes                     | Colette Bourgonje    |             |

## Résultats par sport

### Ski alpin

#### Femmes
| Athlète                             | Catégorie                  | 1e vague (SG)    | 1e vague (SG)    | 1e vague (SG)    | 2e vague (Sl) | 2e vague (Sl) | 2e vague (Sl) | Finale           | Finale           | Finale                                 |
| Athlète                             | Catégorie                  | Temps            | Diff             | Rang             | Temps         | Diff          | Rang          | Temps            | Diff             | Rang                                   |
| ----------------------------------- | -------------------------- | ---------------- | ---------------- | ---------------- | ------------- | ------------- | ------------- | ---------------- | ---------------- | -------------------------------------- |
| Andrea Dziewior                     | Descente, debout           |                  |                  |                  |               |               |               | 1:37.53          | +11.99           | 9                                      |
| Andrea Dziewior                     | Slalom, debout             | 1:13.77          | +17.59           | 18               | 1:07.72       | +11.93        | 14            | 2:21.49          | +29.52           | 15                                     |
| Andrea Dziewior                     | Slalom géant, debout       | n'a pas commencé | n'a pas commencé | n'a pas commencé |               |               |               |                  |                  |                                        |
| Andrea Dziewior                     | Super G, debout            |                  |                  |                  |               |               |               | n'a pas commencé | n'a pas commencé | n'a pas commencé                       |
| Arly Fogarty                        | Slalom, debout             | disqualifiée     | disqualifiée     | disqualifiée     |               |               |               |                  |                  |                                        |
| Arly Fogarty                        | Slalom géant, debout       | 1:28.90          | +13.28           | 12               | 1:26.68       | +8.27         | 9             | 2:55.58          | +21.55           | 11                                     |
| Arly Fogarty                        | Super G, debout            |                  |                  |                  |               |               |               | n'a pas commencé | n'a pas commencé | n'a pas commencé                       |
| Viviane Forest Guide: Lindsay Debou | Descente, malvoyantes      |                  |                  |                  |               |               |               | 1:27.51          | 0.00             | Médaille d'or, Jeux paralympiques      |
| Viviane Forest Guide: Lindsay Debou | Slalom, malvoyantes        | 56.76            | +0.86            | 2                | 1:04.69       | +0.03         | 2             | 2:01.45          | +0.89            | Médaille d'argent, Jeux paralympiques  |
| Viviane Forest Guide: Lindsay Debou | Slalom géant, malvoyantes  | 1:35.03          | +9.59            | 4                | 1:36.14       | +4.93         | 4             | 3:11.17          | +14.52           | Médaille de bronze, Jeux paralympiques |
| Viviane Forest Guide: Lindsay Debou | Super G, malvoyantes       |                  |                  |                  |               |               |               | 1:37.54          | +3.73            | Médaille d'argent, Jeux paralympiques  |
| Viviane Forest Guide: Lindsay Debou | Super combiné, malvoyantes | 1:35.97          | +0.71            | 2                | 59.97         | +0.62         | 2             | 2:35.94          | +1.33            | Médaille d'argent, Jeux paralympiques  |
| Melanie Schwartz                    | Slalom, debout             | 1:08.92          | +12.74           | 14               | 1:06.39       | +10.60        | 13            | 2:15.31          | +23.34           | 13                                     |
| Melanie Schwartz                    | Slalom géant, debout       | 1:30.42          | +14.80           | 13               | 1:29.05       | +10.64        | 12            | 2:59.47          | +25.44           | 12                                     |
| Melanie Schwartz                    | Super G, debout            |                  |                  |                  |               |               |               | 2:11.23          | +44.77           | 14                                     |
| Melanie Schwartz                    | Super combiné, debout      | 1:46.26          | +19.42           | 11               | 1:08.25       | +12.42        | 10            | 2:54.51          | +31.84           | 10                                     |
| Karolina Wisniewska                 | Descente, debout           |                  |                  |                  |               |               |               | 1:30.82          | +5.28            | 5                                      |
| Karolina Wisniewska                 | Slalom, debout             | 59.76            | +3.58            | 4                | 59.08         | +3.29         | 3             | 1:58.84          | +6.87            | Médaille de bronze, Jeux paralympiques |
| Karolina Wisniewska                 | Slalom géant, debout       | 1:21.95          | +6.33            | 4                | 1:22.08       | +3.67         | 4             | 2:44.03          | +10.00           | 4                                      |
| Karolina Wisniewska                 | Super G, debout            |                  |                  |                  |               |               |               | 1:36.22          | +9.76            | 7                                      |
| Karolina Wisniewska                 | Super combiné, debout      | 1:35.21          | +8.37            | 3                | 1:00.26       | +4.43         | 5             | 2:35.47          | +12.80           | Médaille de bronze, Jeux paralympiques |
| Lauren Woolstencroft                | Descente, debout           |                  |                  |                  |               |               |               | 1:25.54          | 0.00             | Médaille d'or, Jeux paralympiques      |
| Lauren Woolstencroft                | Slalom, debout             | 56.18            | 0.00             | 1                | 55.79         | 0.00          | 1             | 1:51.97          | 0.00             | Médaille d'or, Jeux paralympiques      |
| Lauren Woolstencroft                | Slalom géant, debout       | 1:15.62          | 0.00             | 1                | 1:18.41       | 0.00          | 1             | 2:34.03          | 0.00             | Médaille d'or, Jeux paralympiques      |
| Lauren Woolstencroft                | Super G, debout            |                  |                  |                  |               |               |               | 1:26.46          | 0.00             | Médaille d'or, Jeux paralympiques      |
| Lauren Woolstencroft                | Super combiné, debout      | 1:26.84          | 0.00             | 1                | 55.83         | 0.00          | 1             | 2:22.67          | 0.00             | Médaille d'or, Jeux paralympiques      |

### Biathlon

#### Femmes
Hommes

### Ski de fond
Femmes
Hommes